# Tangara de Berlioz
Conothraupis mesoleuca
Espèce
Statut de conservation UICN

 EN  : En danger
Le Tangara de Berlioz (Conothraupis mesoleuca) est une espèce d'oiseaux de la famille des Thraupidae.

## Répartition
Il est endémique au Brésil.
Il a été décrit sur la base d'un seul spécimen mâle recueilli dans le Mato Grosso, au Brésil, en 1938. Aucun autre n'a plus été collecté ou vu par la suite et certains craignaient que l'oiseau ait disparu, tandis que d'autres pensaient qu'il s'agissait peut-être seulement d'un Tangara à miroir blanc (ce qui était peu probable car ce dernier vit loin de la région où le spécimen avait été recueilli). En 2003, il a été redécouvert par D. Buzzetti en forêt galerie et en Cerrado dans le parc national des Emas, avant d'être redécouvert de manière indépendante dans la même région en 2004 par BA Carlos.

## Description
Le mâle ressemble au Tangara à miroir blanc, mais en diffère par ses flancs et son crissum noirs (ce dernier étant souvent taché de blanc), et son surprenant bec gris très clair (qui, chez le spécimen type, actuellement conservé au Muséum national d'histoire naturelle à Paris, est devenu foncé). Le plumage de la femelle est plus proche de celui de la femelle évêque de Brisson que celui de la femelle Tangara à miroir blanc.